# Guillermo Navarro

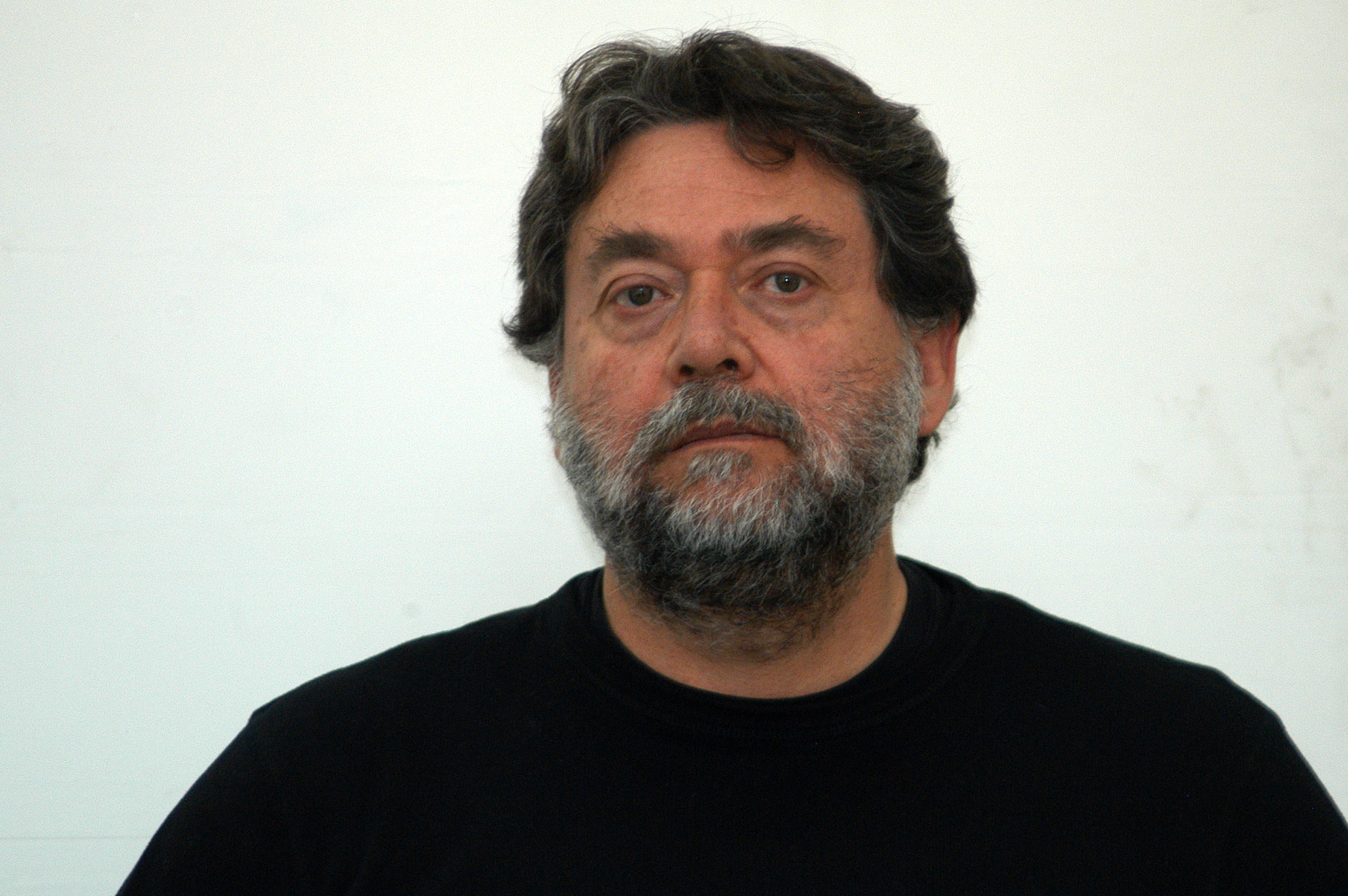
Guillermo Navarro

Guillermo Navarro (Ciudad de México, 1955) es un director de fotografía mexicano.
Nació y creció en México. Posteriormente viajó a Francia donde trabajó de ayudante del director de fotografía Ricardo Aronovich. Tras volver a México, trabajó a las órdenes de Nicolás Echevarría en Cabeza de Vaca (1991), una película que obtuvo una gran acogida por parte de la crítica. Por su trabajo en la película, Navarro obtuvo el Premio Ariel a la Mejor Fotografía. Cabeza de vaca fue también la candidata mexicana al Óscar a la Mejor Película en Lengua Extranjera. Desde entonces, como otras figuras del cine mexicano, Navarro se trasladó a Los Ángeles, donde colaboró con directores como Robert Rodriguez y Quentin Tarantino en películas como Desperado, Four Rooms, Abierto hasta el amanecer o Jackie Brown. También ha colaborado intensamente con su compatriota Guillermo del Toro, en películas como El espinazo del diablo, Hellboy o El laberinto del fauno, por la que obtuvo el Óscar a la Mejor Fotografía en la edición de 2006.
Ha sido el fotógrafo de Imagining Argentina.
También, dirigió la fotografía de  The Twilight Saga: Breaking Dawn - Part 1, Night at the Museum,  Miniespías y Stuart Little.

## Filmografía
- Them (serie): T02.E06. ¿Te gustaría jugar un juego? (2024)
- Them (serie): T02.E05. Lucas 8:17 (2024)
- El gabinete de curiosidades de Guillermo del Toro (serie): T01.E01. El lote 36 (2022)
- London Fields (2018)
- Star Trek: Discovery (serie): T01.E01. El saludo vulcano (2017)
- Night at the Museum: Secret of the Tomb (2014)
- Pacific Rim (2013)
- The Twilight Saga: Breaking Dawn - Part 2 (2012)
- The Twilight Saga: Breaking Dawn - Part 1 (2011)
- Hellboy II (2008)
- Night at the Museum (2006)
- El laberinto del fauno (2006)
- Hellboy (2004)
- Imagining Argentina  (2003)
- Mini espías (2001)
- El espinazo del diablo (2001)
- Stuart Little (1999)
- Jackie Brown (1997)
- Abierto hasta el amanecer (1996)
- Dreams for an insomniac (1996)
- Desperado (1995)
- Four Rooms (1995)
- Cronos (1993)
- Cabeza de Vaca (1991)

## Premios y nominaciones
Premios Óscar
| Año  | Categoría        | Película               | Resultado |
| ---- | ---------------- | ---------------------- | --------- |
| 2007 | Mejor fotografía | El laberinto del fauno | Ganador   |

| Año  | Premio | Categoría        | Película               | Resultado |
| ---- | ------ | ---------------- | ---------------------- | --------- |
| 2006 | BAFTA  | Mejor fotografía | El laberinto del fauno | Nominado  |
| 2006 | Ariel  | Mejor fotografía | El laberinto del fauno | Ganador   |
| 2006 | CEC    | Mejor fotografía | El laberinto del fauno | Ganador   |
| 2006 | Goya   | Mejor fotografía | El laberinto del fauno | Ganador   |